# Jakabszállás
Jakabszállás je selo u središnjoj Mađarskoj.
Zauzima površinu od 70,86 km četvornih.

## Zemljopisni položaj
Nalazi se u regiji Južni Alföld, na 46°45'42" sjeverne zemljopisne širine i 19°36'4" istočne zemljopisne dužine.

## Upravna organizacija
Upravno pripada kečkemetskoj mikroregiji u Bačko-kiškunskoj županiji. Poštanski broj je 6078.

## Promet
Nalazi se na kečkemetskoj uskotračnoj pruzi.

## Stanovništvo
U Jakabszállásu živi 2634 stanovnika (2001.). 